# Nova Crnja
Nova Crnja (en serbe cyrillique : Нова Црња ; en hongrois Magyarcsernye ; en allemand : Neuzerne) est une localité et une municipalité de Serbie situées dans la province autonome de Voïvodine. Elles font partie du district du Banat central. Au recensement de 2011, la localité comptait 1 491 habitants et la municipalité dont elle est le centre 10 222.
Nova Crnja est officiellement classée parmi les villages de Serbie.

## Géographie

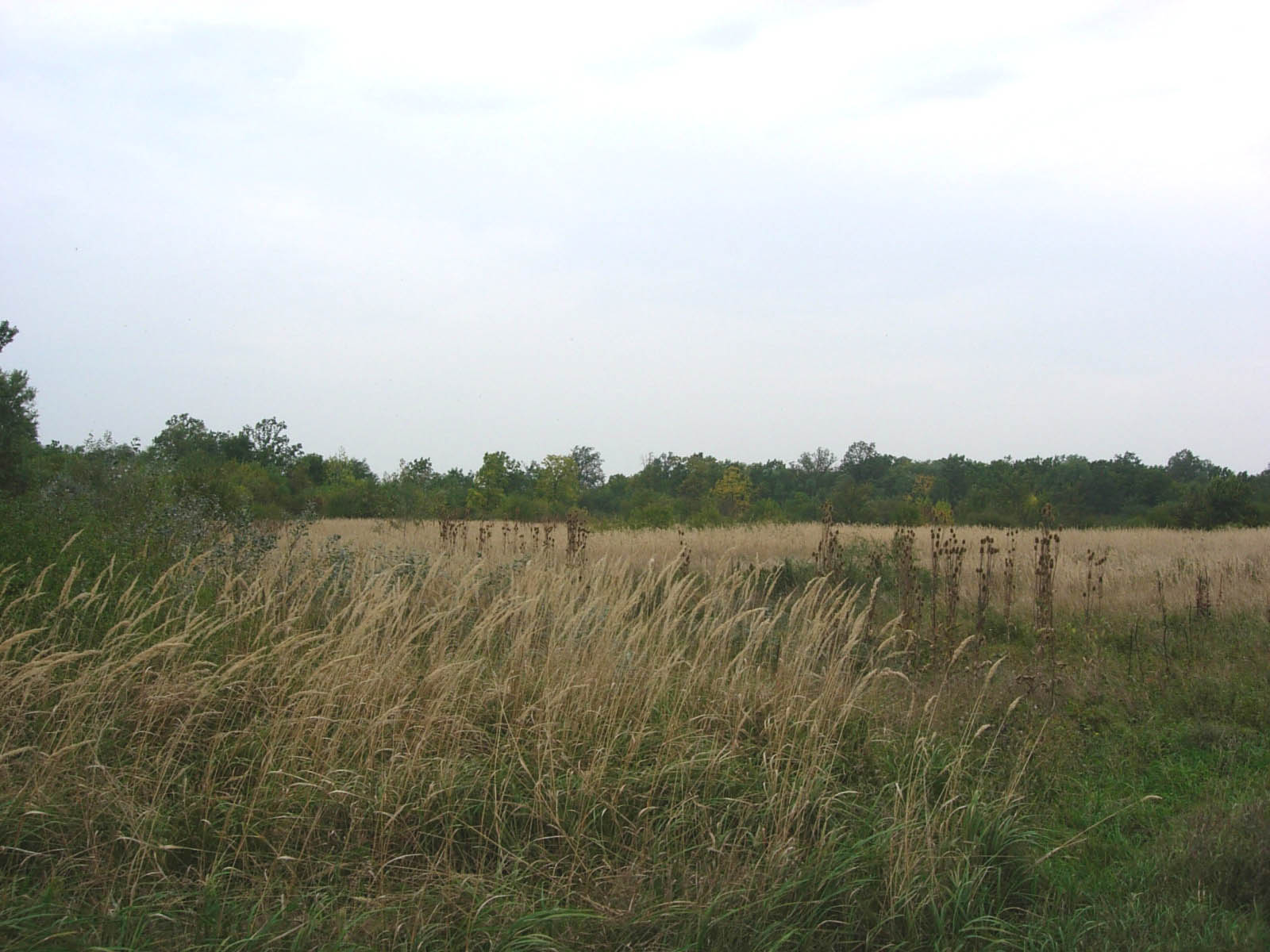
La forêt de Molin près de Nova Crnja

## Localités de la municipalité de Nova Crnja

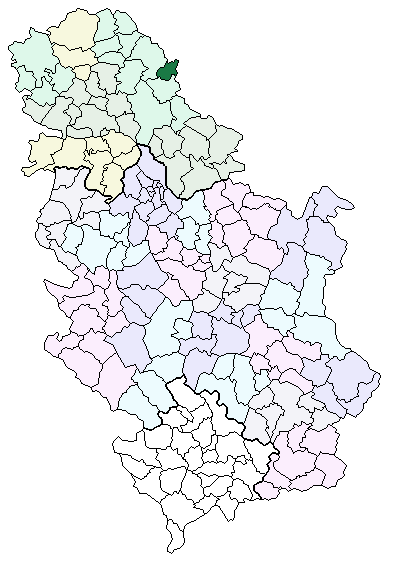
Localisation de la municipalité de Nova Crnja en Serbie
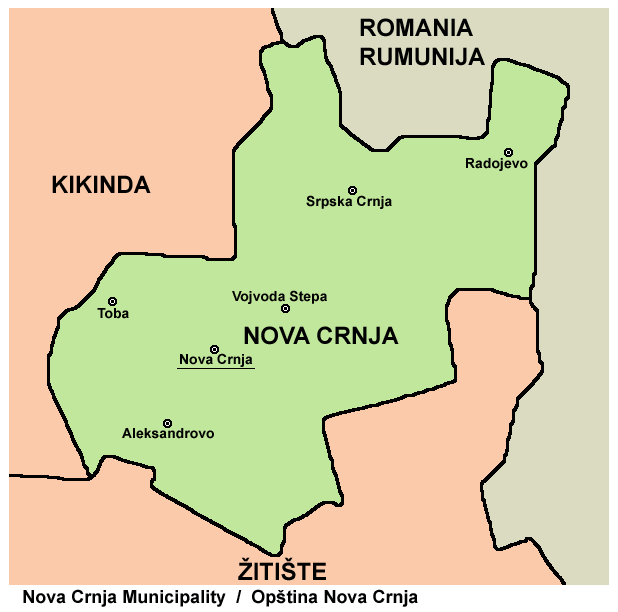
Localités de la municipalité de Nova Crnja

La municipalité de Nova Crnja compte 6 localités :
- Aleksandrovo
- Vojvoda Stepa
- Nova Crnja
- Radojevo
- Srpska Crnja
- Toba

Toutes les localités de la municipalité, y compris Nova Crnja, sont officiellement considérées comme des « villages » (село/selo).

## Démographie

### Localité

#### Évolution historique de la population dans la localité
| 1948  | 1953  | 1961  | 1971  | 1981  | 1991  | 2002  | 2011  |
| ----- | ----- | ----- | ----- | ----- | ----- | ----- | ----- |
| 3 185 | 3 310 | 3 317 | 2 911 | 2 739 | 2 353 | 1 861 | 1 491 |

### Municipalité

#### Répartition de la population dans la municipalité (2002)
Quatre localités de la municipalité possèdent une majorité de peuplement serbe : Aleksandrovo, Vojvoda Stepa, Radojevo et Srpska Crnja. Nova Crnja (en hongrois : Magyarcsernye) et Toba (en hongrois : Tóba) sont habitées par une majorité de Hongrois.

## Politique
À la suite des élections locales serbes de 2008, les 25 sièges de l'assemblée municipale de Nova Crnja se répartissaient de la manière suivante :
| Parti                                                                         | Sièges |
| ----------------------------------------------------------------------------- | ------ |
| Pour une Voïvodine européenne                                                 | 7      |
| Parti radical serbe                                                           | 6      |
| Parti démocratique de serbie - Nouvelle Serbie                                | 3      |
| Parti démocratique de Serbie - Liste Latinović Dragiša                        | 3      |
| Parti socialiste de Serbie - Parti des retraités unis de Serbie - Serbie unie | 2      |
| Coalition hongroise                                                           | 2      |
| Autres                                                                        | 2      |

Pera Milankov, membre du Parti démocratique du président Boris Tadić, qui conduisait la liste Pour une Voïvodine européenne, variante locale de la coalition Pour une Serbie européenne de Tadić, a été élu président (maire) de la municipalité. Milorad Vasiljević, qui figurait sur la même liste, a quant à lui été élu président de l'assemblée municipale.

## Coopération internationale
- Nagyszénás (Hongrie)
- Jimbolia (Roumanie)